# Quintet de corda núm. 2 (Mozart)
El Quintet de corda núm. 2 en do menor, K. 406 (516b), fou escrit per Wolfgang Amadeus Mozart el 1787, com una transcripció d'una obra seva primerenca, la Serenata núm. 12 per a octet de vent (K. 388). Com tots els quintets de corda de Mozart, es tracta d'una obra escrita per a un "quintet amb viola", ja que la instrumentació consisteix en un quartet de corda més una viola addicional.
L'obra consta de quatre moviments:
1. Allegro di molto
2. Andante
3. Menuetto in canone - Trio in canone al roverscio
4. Allegro